# Archilestes regalis
El caballito de alas abiertas regio (Archilestes regalis), es un caballito del diablo de la familia de los caballitos de alas abiertas (Lestidae). El nombre científico está compuesto por la palabra Archilestes, la cual viene del griego archi “viejo o antiguo” debido a la posición filogenética dentro de la familia y regalis “real”. A. regalis fue descrito en 1944 por Leonora K. Gloyd, quien le dio su nombre ya que: “parece tan majestuoso en su cota de malla verde metálico” 1.

## Clasificación y descripción de la especie
Es un caballito del diablo de la familia Lestide. Cabeza: Labio y partes inferiores de la cabeza color beige claro; labrum azul claro blrillante, con un margen negro delgado y apical; mandíbulas color azul claro; clipeo negro con un área azul irregular en la mitad medio ventral; frente, vertex, occipucio y antenas mayormente negro. Protorax: marrón oscuro a negro con un área grande beige en el epimeron; lóbulo posterior convexo entero. Pterothorax: Marrón oscuro con áreas color verde metálico grandes que cubren todo excepto un borde delgado del mesepisterno y mesepimeron. Patas. Principalmente negras; superficie anterior del segundo segmento de los trocanters y la superficie posterior de los fémures marrón. Abdomen negro parduzco a negro con reflexiones verde metálico en el dorso de los segmentos 1-3, marrón en una mancha redonda y grande en el área lateral del segmento 2. Alas: ligeramente ahumadas ; venación negra o marrón muy oscuro; pterostigma marrón oscuro, este cubre ligeramente menos de 5 celdas. Medidas: abdomen ≈50mm; Ala trasera ≈ 39mm 1.

## Distribución de la especie
Es endémica de México y su distribución está restringida a los estados de San Luis Potosí, Hidalgo y Veracruz 2.

## Hábitat
Pequeños rios y manantiales en áreas tropicales1.

## Estado de conservación
No se considera dentro de ninguna categoría de riesgo.